# Micaelamys granti
Micaelamys granti és una espècie de mamífer rosegador de la família dels múrids, de vegades inclosa en el gènere Aethomys.

## Distribució i hàbitat
Es troba només a Sud-àfrica. Els seus hàbitats naturals són els matollars secs tropicals o subtropicals i les zones rocoses.

## Descripció
Són rosegadors de petites dimensions, amb una llargada de cap a gropa de 93 a 125 mm i una cua de 96 a 138 mm.